# Traumatológia

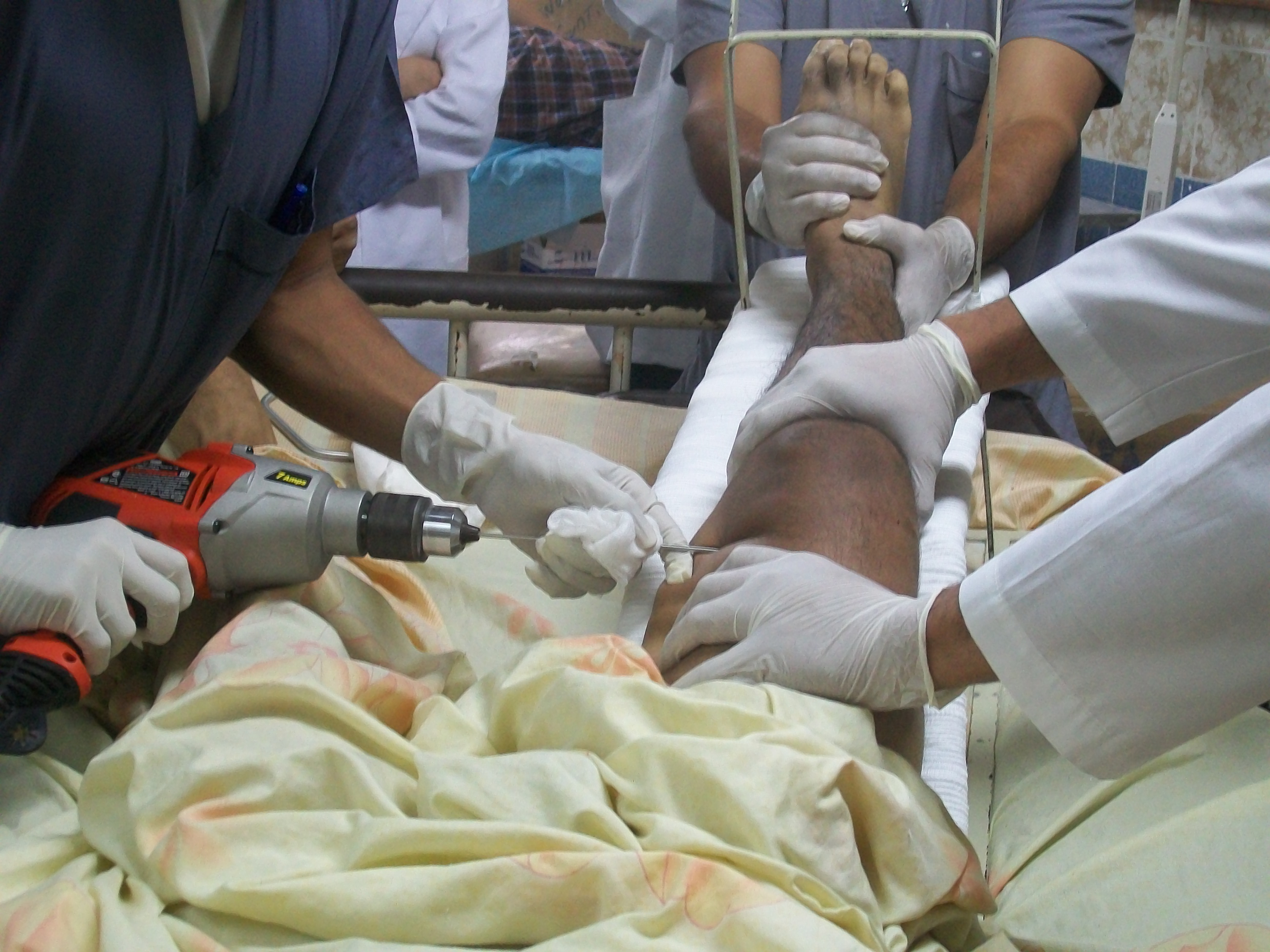
Traumatológia

A traumatológia vagy baleseti sebészet (görög: trauma, „seb, sérülés”)  orvostudományi szakág, amely a balesetek vagy erőszak által okozott sérülésekkel és sebekkel foglalkozik és ezeket sebészi úton kezeli vagy hozza rendbe. Általában a sebészet külön szakágának tekintik, de bizonyos országokban gyakran az ortopéd sebészet része.